# Alvinczi Énok
Alvinczi Énok (16. század) szombatos énekszerző.
Erdélyben élt, a 16. század végén. Többedmagával néhány szombatos szertartási éneket szerzett a felekezet számára, amelyek ma a budapesti Egyetemi Könyvtárban őrzött Jancsó-kódexben olvashatóak. Az Egy lélekkel illetve Emlékezzél, Úristen című énekek megtalálhatók az 1609-ben Kolozsvárott kiadott unitárius egyházi énekeskönyv két csonkán fennmaradt példányában is.